# Phanaeus splendidulus
Phanaeus splendidulus es una especie de escarabajo del género Phanaeus, familia Scarabaeidae. Fue descrita científicamente por Fabricius en 1781.
Se distribuye por Argentina. Mide aproximadamente 20 milímetros de longitud. El macho posee un cuerno y utiliza sus patas anteriores para cavar.